# Autódromo Fernanda Pires da Silva
El Autódromo Fernanda Pires da Silva, anteriormente conocido como Autódromo do Estoril, es un autódromo de 4,36 km de extensión construido en 1972 en una meseta rocosa cerca de la localidad de Estoril, Portugal. El circuito tiene dos horquillas, varias subidas y bajadas, y una larga recta principal.
En los primeros años de actividad se realizaron muchas competiciones nacionales y españolas, al igual que fechas de Fórmula 2 Europea desde 1975 hasta 1977 y el Campeonato Mundial de Resistencia en 1977. Sin embargo, la falta de mantenimiento le quitó posibilidades de ser utilizada para Fórmula 1 hasta 1984, año en que nuevamente estuvo a punto.
Estoril fue sede del Gran Premio de Portugal de Fórmula 1 entre 1984 y 1996, con Fórmula 3000 Internacional como telonera en 1985 y desde 1994 hasta 1996. Desde la temporada del 2000 hasta la del 2012, fue sede del Gran Premio de Portugal de Motociclismo del Campeonato Mundial de Motociclismo.
El trazado lusitano también ha recibido muchas otras categorías internacionales del deporte motor, como el A1 Grand Prix (2005), la World Series by Renault (2004, 2005, 2007 y 2008), la Fórmula 3000 Europea (2004), la Superleague Formula (desde 2008), la Fórmula Master Internacional (2006 y 2008), la Fórmula 3 Euroseries (2004), el Deutsche Tourenwagen Masters (2004), el Campeonato Mundial de Turismos (2008), el Campeonato Mundial de Superbikes (1988 y 1993), el Campeonato FIA GT (desde 2000 hasta 2003), la European Le Mans Series (2001) y el Campeonato de la FIA de Sport Prototipos (2002 y 2003). La inauguración del Autódromo Internacional do Algarve le ha hecho perder fechas de varios certámenes.
A través de los años, el circuito adoleció de problemas de seguridad, y varias veces no logró aprobar las inspecciones. Además, los vientos que soplan sobre el autódromo son frecuentemente fuertes.
Cabe destacar que este era el único circuito de Fórmula 1 a la muerte de Ayrton Senna en el que no había chicanes. Sin embargo, como medida de seguridad tras la muerte del piloto brasileño en el Gran Premio de San Marino de 1994, en el Imola, se decidió poner una chicana en la curva de "tanque", pasándose a llamar "chicane Gancho".
Tras unas obras de remodelación, desde el 2 de marzo de 2020 cuenta con la certificación de circuito de categoría 1 de la FIA, lo que le permitiría albergar cualquier tipo de evento automovilístico, incluyendo el Gran Premio de Portugal de Fórmula 1 si llegase a un acuerdo con la FOM en tal sentido.

## Ganadores

### Fórmula 1
| Año     | Piloto             | Constructor      | Fecha            | Resultados |
| ------- | ------------------ | ---------------- | ---------------- | ---------- |
| 1984    | Alain Prost        | McLaren-TAG      | 21 de octubre    | Resultados |
| 1985    | Ayrton Senna       | Lotus-Renault    | 21 de abril      | Resultados |
| 1986    | Nigel Mansell      | Williams-Honda   | 21 de septiembre | Resultados |
| 1987    | Alain Prost        | McLaren-TAG      | 20 de septiembre | Resultados |
| 1988    | Alain Prost        | McLaren-Honda    | 25 de septiembre | Resultados |
| 1989    | Gerhard Berger     | Ferrari          | 24 de septiembre | Resultados |
| 1990    | Nigel Mansell      | Ferrari          | 23 de septiembre | Resultados |
| 1991    | Riccardo Patrese   | Williams-Renault | 22 de septiembre | Resultados |
| 1992    | Nigel Mansell      | Williams-Renault | 27 de septiembre | Resultados |
| 1993    | Michael Schumacher | Benetton-Ford    | 26 de septiembre | Resultados |
| 1994    | Damon Hill         | Williams-Renault | 25 de septiembre | Resultados |
| 1995    | David Coulthard    | Williams-Renault | 24 de septiembre | Resultados |
| 1996    | Jacques Villeneuve | Williams-Renault | 22 de septiembre | Resultados |
| Fuente: |                    |                  |                  |            |